# Cantone di L'Arbresle
Il cantone di L'Arbresle è una divisione amministrativa, situato nel dipartimento del Rodano dell'arrondissement di Villefranche-sur-Saône.
A seguito della riforma approvata con decreto del 27 febbraio 2014, che ha avuto attuazione dopo le elezioni dipartimentali del 2015, è passato da 17 a 26 comuni.

## Composizione
I 17 comuni facenti parte prima della riforma del 2014 erano:
- L'Arbresle
- Bessenay
- Bibost
- Bully
- Chevinay
- Dommartin
- Éveux
- Fleurieux-sur-l'Arbresle
- Lentilly
- Sain-Bel
- Saint-Germain-Nuelles
- Saint-Julien-sur-Bibost
- Saint-Pierre-la-Palud
- Sarcey
- Savigny
- Sourcieux-les-Mines
- La Tour-de-Salvagny

Dal 2015 i comuni appartenenti al cantone sono i seguenti 26:
- L'Arbresle
- Bessenay
- Bibost
- Brullioles
- Brussieu
- Chambost-Longessaigne
- Chevinay
- Courzieu
- Éveux
- Fleurieux-sur-l'Arbresle
- Les Halles
- Haute-Rivoire
- Longessaigne
- Montromant
- Montrottier
- Sain-Bel
- Saint-Clément-les-Places
- Saint-Genis-l'Argentière
- Saint-Julien-sur-Bibost
- Saint-Laurent-de-Chamousset
- Saint-Pierre-la-Palud
- Sainte-Foy-l'Argentière
- Savigny
- Sourcieux-les-Mines
- Souzy
- Villechenève